# Igoumenitsa
Igoumenitsa (tiếng Hy Lạp: ?) là một khu tự quản ở vùng Íperos, Hy Lạp. Khu tự quản Igoumenitsa có diện tích 428 km², dân số theo điều tra ngày 18 tháng 3 năm 2001 là 24130 người.